# Will Smith (baseball, 1995)
Pour les articles homonymes, voir Will Smith (baseball, 1989) et William Smith.
William Dills Smith (né le 28 mars 1995 à Louisville, Kentucky, États-Unis) est un receveur de la Ligue majeure de baseball.

## Carrière
Joueur des Cardinals de l'Université de Louisville, Will Smith est le 32e joueur sélectionné lors du 1er tour du repêchage amateur de 2016, et est réclamé par les Dodgers de Los Angeles.
Il fait ses débuts dans le baseball majeur le 28 mai 2019.
Le 16 octobre 2020, dans le 5e match de la Série de championnat de la Ligue nationale, Will Smith frappe un coup de circuit de 3 points contre Will Smith, un lanceur des Braves d'Atlanta; c'était la première fois de l'histoire des séries éliminatoires qu'un frappeur se mesurait à un lanceur portant le même nom.